# Mesão Frio
Mesão Frio – miejscowość w Portugalii, leżąca w dystrykcie Vila Real, w regionie Północ w podregionie Douro. Miejscowość jest siedzibą gminy o tej samej nazwie.

## Demografia
| Liczba ludności gminy Mesão Frio (1801–2011) | Liczba ludności gminy Mesão Frio (1801–2011) | Liczba ludności gminy Mesão Frio (1801–2011) | Liczba ludności gminy Mesão Frio (1801–2011) | Liczba ludności gminy Mesão Frio (1801–2011) | Liczba ludności gminy Mesão Frio (1801–2011) | Liczba ludności gminy Mesão Frio (1801–2011) | Liczba ludności gminy Mesão Frio (1801–2011) | Liczba ludności gminy Mesão Frio (1801–2011) | Liczba ludności gminy Mesão Frio (1801–2011) |
| -------------------------------------------- | -------------------------------------------- | -------------------------------------------- | -------------------------------------------- | -------------------------------------------- | -------------------------------------------- | -------------------------------------------- | -------------------------------------------- | -------------------------------------------- | -------------------------------------------- |
| 1801                                         | 1849                                         | 1900                                         | 1930                                         | 1960                                         | 1981                                         | 1991                                         | 2001                                         | 2004                                         | 2011                                         |
| 2 856                                        | 5 745                                        | 6 935                                        | 7 576                                        | 7 424                                        | 6 335                                        | 5 519                                        | 4 926                                        | 4 652                                        | 4 433                                        |

## Sołectwa
Sołectwa gminy Mesão Frio (ludność wg stanu na 2011 r.)
- Barqueiros - 701 osób
- Cidadelhe - 171 osób
- Oliveira - 391 osób
- São Nicolau - 484 osoby
- Santa Cristina - 808 osób
- Vila Jusã - 635 osób
- Vila Marim - 1243 osoby